# Levande Historia (tidskrift)
Levande Historia var en svensk tidskrift utgiven 2010–2011 av Aftonbladet.